# Themus
Themus es un género de escarabajos  de la familia Cantharidae. Motschulsky describió el género. Contiene las siguientes especies:
- Themus assamensis
- Themus bagmatiensis
- Themus barclayi
- Themus benesi
- Themus bezdeki
- Themus bicoloriceps
- Themus bicoloricornis
- Themus bidentatus
- Themus bilyi
- Themus birmanicus
- Themus bitinctus
- Themus brahmaputranus
- Themus burmensis
- Themus chaoi
- Themus chatengensis
- Themus corayi
- Themus cribripennis
- Themus cultellatus
- Themus curticornis
- Themus curvatus
- Themus deuvei
- Themus dhaulagiriensis
- Themus dhudkundensis
- Themus dolphukangensis
- Themus durantoni
- Themus excavatus
- Themus ferganensis
- Themus gnatongensis
- Themus gracilimimus
- Themus gracilis
- Themus guizhouensis
- Themus hackeli
- Themus hartmanni
- Themus ishigakiensis
- Themus jaegeri
- Themus kabakovi
- Themus kambaiticomimus
- Themus kambaiticus
- Themus kamengensis
- Themus kerstinae
- Themus kinabaluensis
- Themus kingsiensis
- Themus kolibaci
- Themus kopetzi
- Themus kuatunensis
- Themus kumaonensis
- Themus kurosawai
- Themus lahoulensis
- Themus lamellatus
- Themus larrygrayi
- Themus limbatus
- Themus mahunkai
- Themus makiharai
- Themus mamutensis
- Themus manipurensis
- Themus masatakai
- Themus meghalayanus
- Themus menieri
- Themus milosi
- Themus minor
- Themus montanus
- Themus muganglingensis
- Themus namnasae
- Themus niger
- Themus nigropolitus
- Themus niisatoi
- Themus nobuoi
- Themus obscurior
- Themus ohkawai
- Themus omeiensis
- Themus pacholatkoi
- Themus pakistanus
- Themus pallidobrunneus
- Themus parallelus
- Themus paulometallicus
- Themus pindaraemimus
- Themus pokaliensis
- Themus probsti
- Themus purpuratus
- Themus quadratus
- Themus recurvus
- Themus reductus
- Themus reflexus
- Themus robustus
- Themus ruficollis
- Themus rufocapitatus
- Themus safedkohensis
- Themus saipalensis
- Themus satoi
- Themus schawalleri
- Themus schmidti
- Themus schneideri
- Themus separandus
- Themus shensianus
- Themus shillongensis
- Themus sichuanus
- Themus sobosanus
- Themus subcaeruleiformis
- Themus subrufolineatus
- Themus tabulatus
- Themus taiwanus
- Themus testaceicollis
- Themus thai
- Themus thudamensis
- Themus tigerensis
- Themus tryznai
- Themus tsushimensis
- Themus uncinatus
- Themus vastiorum
- Themus violetipennis
- Themus wittmeri
- Themus yunnanus